# Motor (Album)
Motor ist das einzige Studioalbum der deutschen Rockband Ostkreutz. Es erschien am 1. September 2006 über das Major-Label Warner Music Group als Standard- und Premium-Edition, inklusive DVD.

## Musikstil und Inhalt
Die Texte der Lieder bestehen nur zu einem kleinen Teil aus deutschen Wörtern, sondern zum Großteil aus einer an slawische Sprachen angelehnte Fantasiesprache. Musikalisch sind die Tracks dem Ska und Punkrock zuzuordnen und sollen das Lebensgefühl in den osteuropäischen Staaten ausdrücken.
Neben der CD ist auf der Premium-Edition eine DVD enthalten, auf der sich sogenannte „Visuals“ zu allen Stücken befinden, die deutsche Untertitel zu den Fantasietexten zeigen. Außerdem beinhaltet die DVD vier Musikvideos zu den Songs Motor, Rock, Gangbang sowie Tanzen, Wurst und Bier.

## Covergestaltung
Das Albumcover ist in schwarz-weiß gehalten. Es zeigt die Zeichnung einer Frau, die sich an die linke Brust greift. Ihr Unterleib wird von einem roten Stern verdeckt, auf dem die Wörter Ostkreutz und Motor in weiß stehen.

## Titelliste
| #  | Titel                  | Länge |
| -- | ---------------------- | ----- |
| 1  | Gangbang               | 2:16  |
| 2  | Highspeed Bua          | 2:21  |
| 3  | Rock                   | 2:55  |
| 4  | Elektrobaby            | 3:09  |
| 5  | Motor                  | 2:57  |
| 6  | Vibrator               | 2:59  |
| 7  | Tanzen, Wurst und Bier | 2:56  |
| 8  | Torwand                | 2:04  |
| 9  | Bum                    | 2:19  |
| 10 | Messer im Eis          | 2:31  |
| 11 | Deutsche Asphalt       | 2:23  |

| #  | Titel                            |
| -- | -------------------------------- |
| 1  | Ostkreutz Manual                 |
| 2  | Gangbang (Visuals)               |
| 3  | Highspeed Bua (Visuals)          |
| 4  | Rock (Visuals)                   |
| 5  | Elektrobaby (Visuals)            |
| 6  | Motor (Visuals)                  |
| 7  | Vibrator (Visuals)               |
| 8  | Tanzen, Wurst und Bier (Visuals) |
| 9  | Torwand (Visuals)                |
| 10 | Bum (Visuals)                    |
| 11 | Messer im Eis (Visuals)          |
| 12 | Deutsche Asphalt (Visuals)       |
| 13 | Massage                          |
| 14 | Motor (Video)                    |
| 15 | Rock (Video)                     |
| 16 | Gangbang (Video)                 |
| 17 | Tanzen, Wurst und Bier (Video)   |

## Singles
Im Vorfeld des Albums wurden am 28. April bzw. 28. Juli 2006 die Singles Gangbang und Motor veröffentlicht. Beide konnten sich aber, ebenso wie das Album selbst, nicht in den Charts platzieren.

## Rezeption
| Professionelle Bewertungen | Professionelle Bewertungen |
| Kritiken                   | Kritiken                   |
| Quelle                     | Bewertung                  |
| -------------------------- | -------------------------- |
| laut.de                    | [ 3 ]                      |

Die Internetseite laut.de bewertete Motor mit drei von möglichen fünf Punkten und bezeichnete die Musik als „wandelnd zwischen tatsächlich funktionierendem Blödsinn und totalem Wahnsinns-Trash“:

„Diese Platte ist so dreistdämlich, dass sie irgendwie funktioniert. Die Melodien sind so konzipiert, dass sie irgendwann das Hirn einnehmen. Dann ertappt man sich plötzlich dabei, wie man die Refrains mitsingt. Natürlich ganz still und nur für sich. Das Problem bei "Motor" ist jedoch, dass die Platte nur am Anfang ein wenig verwundert und den Hörer zum Schmunzeln bringt. Doch nach ein paar Durchläufen nutzt sich das Spaßprinzip schnell ab.“